# غار ماربل
غار مرمر یا غار قدیمه (آلبانیایی: Shpella e Mermerit, صربی: Мермерна пећина/Mermerna pećina یک غار آهکی کارستی در روستای قدیمه پایین (صربی: Donje Gadimlje است.) در شهرداری لیپیان در کوزوو است. قسمت بسیاری بزرگی از این قار هنوز کشف نشده‌است. این غار در سال ۱۹۶۶ توسط یکی از اهالی روستا به نام احمد اصلانی که در باغ خود کار می‌کرد، پیدا شد.

## بررسی اجمالی
غار قدیمه در میان سنگ آهک‌های مرمری متعلق به دوران مزوزوئیک قرار دارد. این غار در دوره سوم زمین‌شناسی شکل گرفت. در طول زمان سنگ مرمر در اثر فرسایش‌های تکتونیکی در معرض ترک خوردگی قرار گرفته‌است.
ورودی غار در دو جهت است. جهت پایین نسبتاً پیچیده‌است و از ۳ کانال عرضی، ۲ راهروی موازی و منحنی تشکیل شده‌است. جهت بالا از دو راهرو ترکیبی تشکیل شده‌است. طول کل غار ۱٫۲۶۰ متر و مساحت آن ۵۶٫۲۵ هکتار است.

## آلبوم عکس

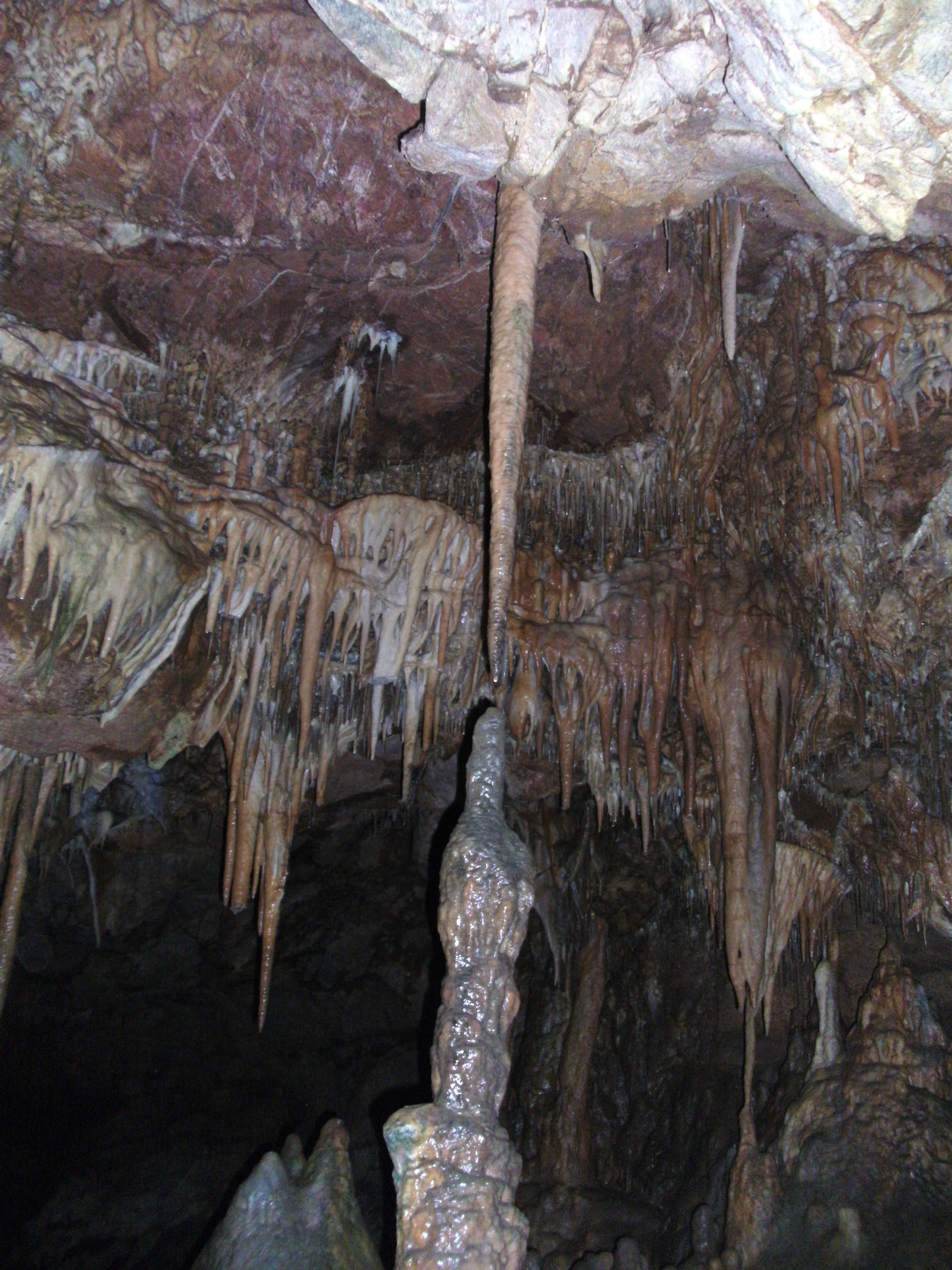
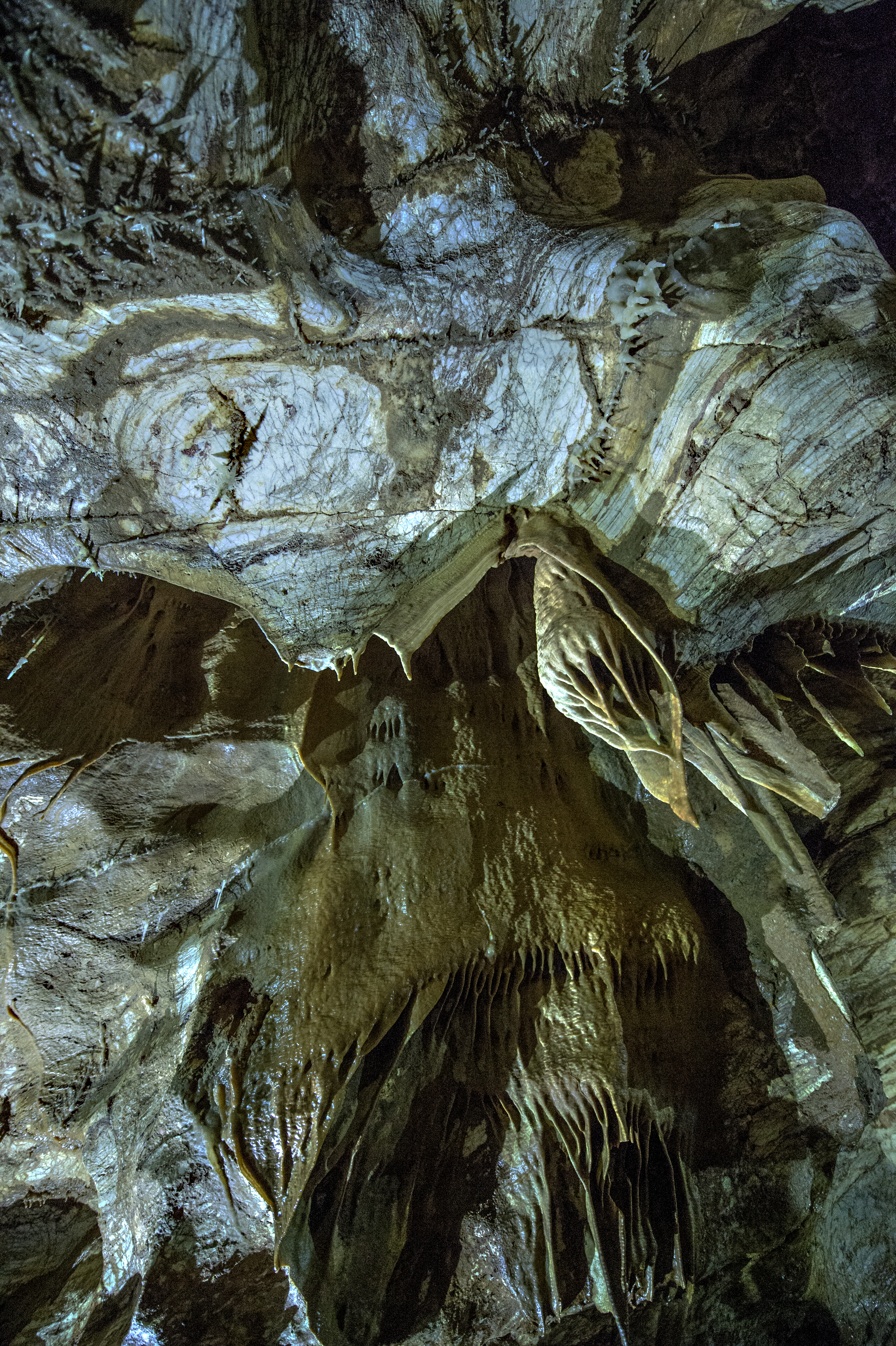
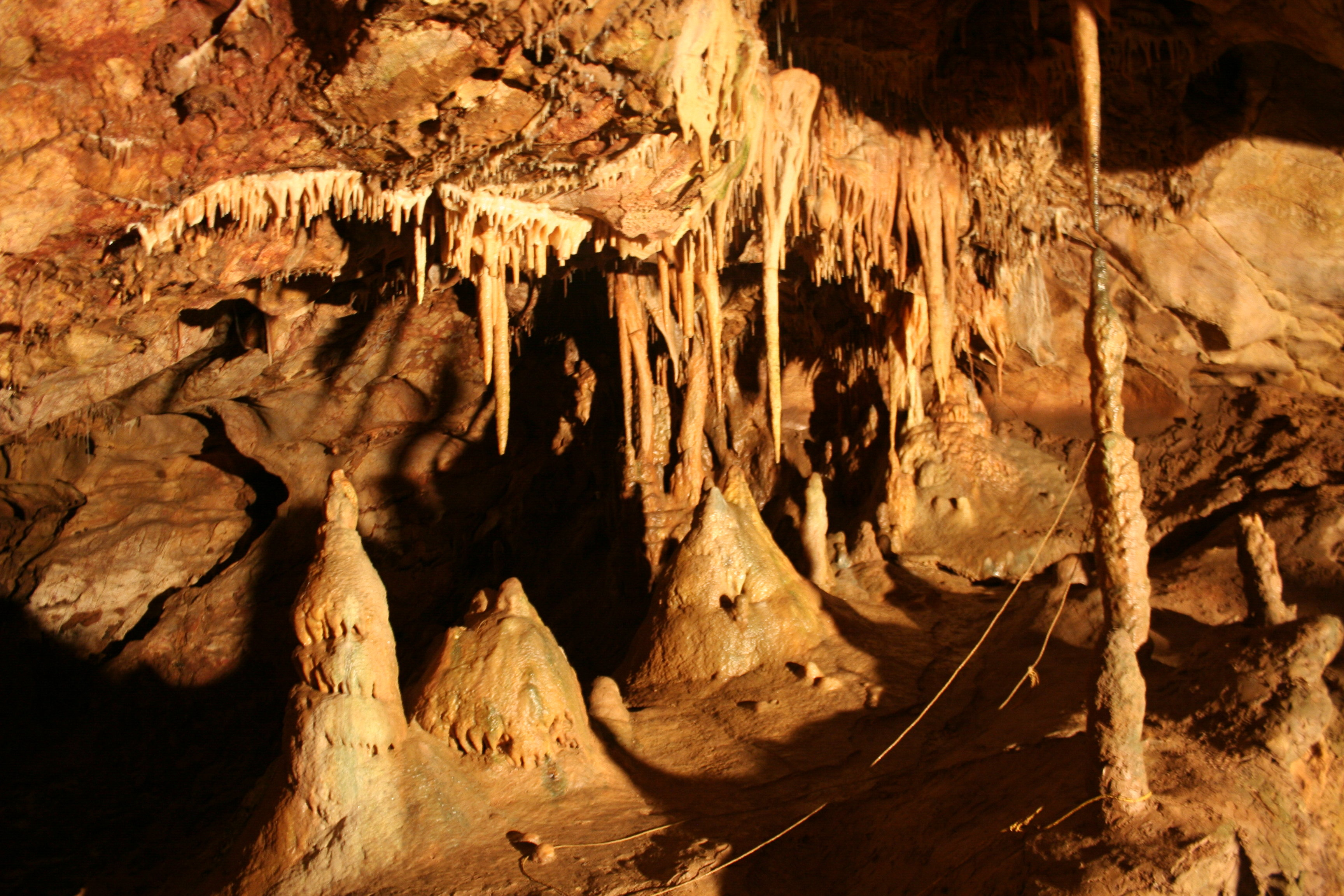